# 제1베트남야전부대
제1베트남야전부대(I Field Force, Vietnam)는 미국 육군에서 베트남 전쟁 당시에 운영했던 냐짱에 본부를 둔 베트남 군사원조사령부의 군단급 구성군 사령부였다.
1965년 11월 15일 베트남에서 활동중인 각 미국 육군 부대의 통제를 위해 임시 군단급 사령부로서 창설되었으며, 공식적으로 1966년 3월 15일부터 활동을 시작했다. 제2군단 전술지역(후에 제2군관구로 바뀜). 중부 고원 지방을 책임졌다. 베트남에서 미국의 지상전투부대가 철수하는 동안 1971년 4월 30일 해체되었다.

## 편성
- 제1기병사단
  - 제11항공단
    - 제227항공대대 (강습)
    - 제228항공대대 (강습지원)
    - 제229항공대대 (강습)
    - 제11항공중대 (종합 지원)
    - 제17항공중대 (고정익 수송기)
- 제25보병사단, 3여단
- 제101공수사단, 1여단 (별동)
- 제17항공단, HHC
  - 제10항공대대 (전투)
    - 제48항공중대 (공중기동, 경량)

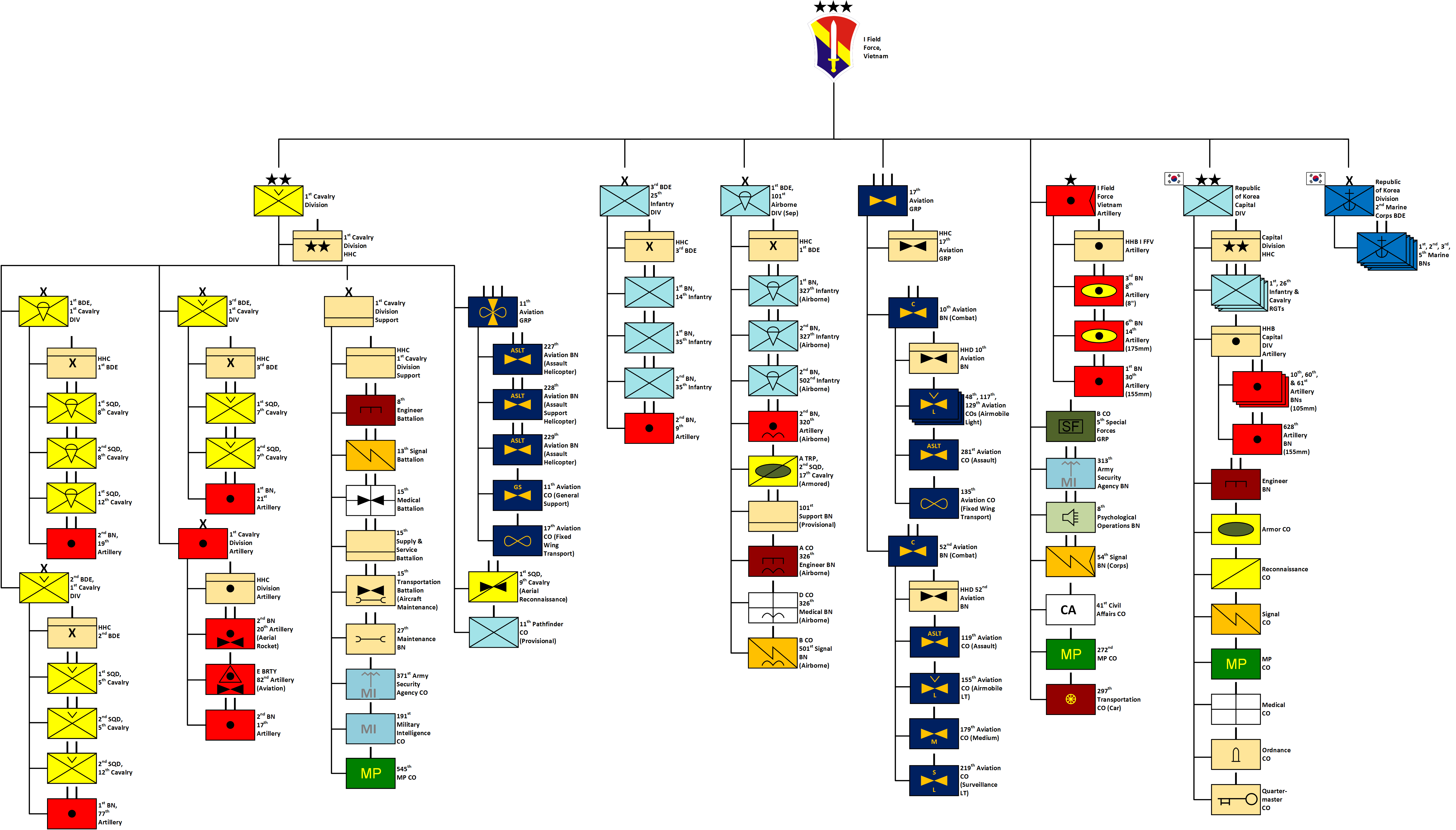
제1베트남야전부대의 1965년 6월 1일자 전투서열

    - 제117항공중대 (공중기동, 경량)
    - 제129항공중대 (공중기동, 경량)
    - 제281항공중대 (강습)
    - 제135항공중대 (고정익 수송기)

  - 제52항공대대, HHD
    - 제119항공중대 (강습)
    - 제155항공중대 (공중기동, 경량)
    - 제179항공중대 (중형)
    - 제219항공중대 (감시, 경량)
- 제1베트남야전부대 포병대, HHB
  - 제8야전포병, 3대대 (8 in)
  - 제14야전포병, 6대대 (175 mm)
  - 제30야전포병, 1대대 (155 mm)
- 제5특전단, B중대
- 제313육군보안청대대
- 제8심리작전대대
- 제52통신대대
- 제41민사중대
- 제272헌병중대
- 제297수송중대
- 대한민국 육군
  - 수도사단
  - 제2해병여단 (제1,2,3,5대대)

## 사령관
| 사진 | 계급 | 성명                                      | 취임일     | 이임일     |
| ---- | ---- | ----------------------------------------- | ---------- | ---------- |
|      | 중장 | Stanley R. Larsen 스탠리 R. 라센          | 1966년 3월 | 1967년 7월 |
|      | 중장 | William B. Rosson 윌리엄 B. 로슨          | 1967년 7월 | 1968년 2월 |
|      | 중장 | William R. Peers 윌리엄 R. 피어스         | 1968년 3월 | 1969년 3월 |
|      | 중장 | Charles A. Corcoran 찰리 A. 코르코란      | 1969년 3월 | 1970년 3월 |
|      | 중장 | Arthur S. Collins Jr. 아서 S. 콜린스, Jr. | 1970년 3월 | 1971년 1월 |
|      | 소장 | Charles P. Brown 찰리 P. 브라운           | 1971년 1월 | 1971년 4월 |

## 같이 보기
- 베트남 전쟁 전투 서열
- 제2베트남야전부대

## 참조
1. ↑  “IFFV Commanders”. 《Association of I Field Force》 (영어). 2020년 1월 5일에 확인함.

- Stanton, Shelby (1981). 《Vietnam Order of Battle》. 워싱턴 D.C.: U.S. News Books. 61-63쪽. ISBN 0-89193-700-5.